# خودکشی در بنگلادش
خودکشی در بنگلادش یک کارای رایج مرگ غیرطبیعی و یک مشکل مزمن اجتماعی است. ۲٫۰۶٪ از تمامی خودکشی‌های صورت گرفته در دنیا را بنگلادشی‌ها مرتکب می‌شوند.

## آمار
طبق گزارش سازمان بهداشت جهانی ۱۹٬۶۹۷ تن در بنگلادش به سال ۲۰۱۱ خودکشی کردند. طبق گزارشی در ۲۰۱۰، ۶٬۵۰۰٬۰۰۰ بنگلادشی نسبت به خودکشی آسیب‌پذیرند. نرخ خودکشی که در این گزارش آمده ۱۲۸٫۰۸ تن در هر ۱۰۰٬۰۰۰ تن است. این تحقیق توسط دکتر ای‌ام‌ایچ فیروز و دکتر اس‌ام نورالاسلام از ژانویه تا آوریل ۲۰۱۰ به انجام رسید. از آنجا که این تحقیق تنها در یکی از نواحی این کشور صورت گرفته، نمی‌توان نتایج آن را به کل بنگلادش نسبت داد؛ چراکه نرخ خودکشی این کشور خیلی پایین‌تر از نرخ ارائه شده در این تحقیق است.
طبق گزارشی در دی‌لی استار, از ۲۰۰۲ تا ۲۰۰۹، ۷۳٬۳۸۹ تن در بنگلادش خودکشی کرده‌اند که از میانشان ۳۱٬۸۵۷ تن به روش دارزدن و ۴۱٬۵۳۲ تن به روش مسمومیت خودکشی کرده‌اند. یک گروه کنش‌گر حقوق بشر در بنگلادش اظهار کرده که از ژانویه تا آگوست ۲۰۱۱، ۲۵۸ تن خودکشی کرده‌اند که از میانشان ۱۵۸ تن زن و باقی مرد بوده‌اند.

### خودکشی زنان
طبق گزارش دکتر ای‌ام‌ایچ فیروز و دکتر اس‌ام نورالاسلام از میان ۱۲۸٫۰۸ تن خودکشی در هر ۱۰۰٬۰۰۰ تن، ۸۹٪ را زنان مجرد مرتکب شده‌اند. طبق گزارش دیگری از ۲۰۰۱ تا ۲۰۱۰، ۴٬۷۴۷ زن و دختر به سبب خشونت خانگی و جنسی که متحمل شده بودند، دست به خودکشی زدند.
طبق گزارشی از بی‌بی‌سی نیوز، از آنجا که زنان در جامعه بنگلادش موقعیت پایین‌تری نسبت به مردان دارند، آمار خودکشی‌شان نیز بیش‌تر است. یکی دیگر از کاراهای این بیش‌تر بودن آمار خودکشی میان زنان، بی‌سوادی و وابستگی مالی آن‌ها به مردان است.

## روش‌های رایج
حلق‌آویز کردن رایج‌ترین روش خودکشی در بنگلادش است؛ چراکه این روش کم‌خرج‌ترین روش خودکشی است. روش دیگر خوردن زهر یا سم است. در نقاط شهری، خودکش‌ها بیش‌تر ترجیح می‌دهند با مصرف بیش از حد داروهایی چون باربیوتورات‌ها یا دیگر روش‌ها خودکشی کنند.